# Rabbinat Brumath
Das Rabbinat Brumath war ein zum 1. Juli 1844 geschaffener Rabbinatsbezirk (frz. circonscription rabbinique) in Brumath, einer französischen Gemeinde im Département Bas-Rhin in der Region Elsass.

## Gesetz vom 25. Mai 1844
Das Gesetz vom 25. Mai 1844, das die Statuten der jüdischen Religionsgemeinschaft („Règlement pour l'organisation du culte israélite“) in Frankreich festlegte, bestimmte die Schaffung des Rabbinatsbezirks Brumath.

## Zusammensetzung
Im 19. Jahrhundert waren folgende jüdische Gemeinden zum Rabbinat Brumath zusammengeschlossen:
- Brumath
- Hochfelden
- Mommenheim
- Ringendorf
- Wingersheim
- Wittersheim